# Abdou Demba Lam
Abdou Demba Lam (né le 1er septembre 1982) est un athlète sénégalais.

## Biographie
Aux Championnats d'Afrique juniors 2001 à Réduit, Abdou Demba Lam est médaillé d'argent du triple saut et médaillé d'argent du saut en longueur.
Aux Championnats d'Afrique 2002 à Radès, il obtient la médaille d'argent du relais 4 × 100 mètres avec Jacques Sambou, Malang Sané et Oumar Loum et la médaille de bronze au concours du triple saut. Il termine huitième de la finale de triple saut et médaillé de bronze du relais 4 × 100 mètres des Jeux africains de 2003. Aux Jeux afro-asiatiques de 2003 à Hyderabad, il est médaillé d'argent du relais 4 × 100 mètres avec Jacques Sambou, Malang Sané et Oumar Loum. Il se classe sixième du concours de triple saut des Championnats d'Afrique 2004 à Brazzaville.
Il est sacré champion du Sénégal du triple saut en 2002 et en 2004.